# 에비나용
에비나용(스페인어: Evinayong)은 적도 기니 중남부 주의 주도로 인구는 7,997명(2001년 기준)이다. 작은 산 정상과 접하며 유흥가, 시장, 인근에 있는 폭포로 유명한 곳이다.